# Norma John
Norma John è un duo musicale finlandese composto dal pianista Lasse Piirainen e dalla cantante Leena Tirronen. Il duo si è piazzato terzo nella prima edizione del The X Factor Finland.
Hanno rappresentato la Finlandia nell'Eurovision Song Contest 2017, con la canzone Blackbird ma non sono riusciti a qualificarsi per la finale.

## Discografia

### Singoli
- 2016 – Blackbird
- 2018 – Hellfire

### Collaborazioni
- 2018 – Wild Eyes (con Kasia Moś)